# 俄羅斯聯邦軍隊綜合軍事學院

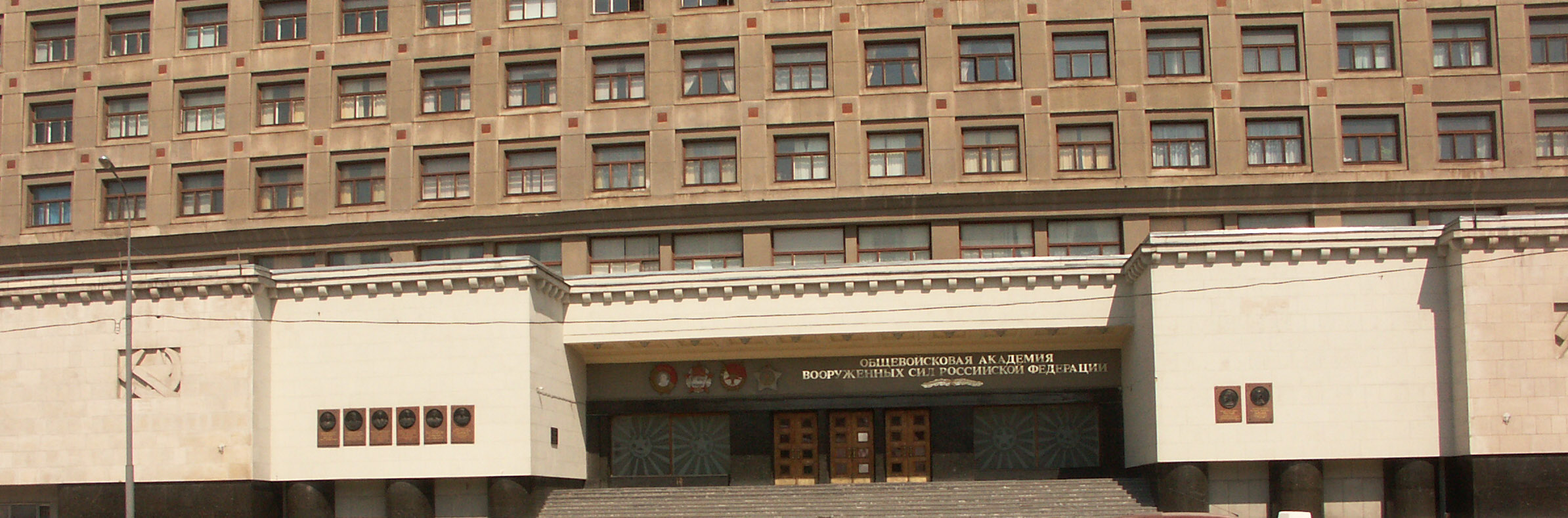
学院大门

俄罗斯联邦軍隊综合军事学院（俄语：Общевойсковая академия Вооружённых Сил Российской Федерации），院址在莫斯科，是一所为俄罗斯联邦武装力量培养诸兵种合成军队团以上指挥军官的学校。全称“俄罗斯聯邦軍隊列寧勳章、十月革命勋章、紅旗勳章、苏沃洛夫勋章综合学院－俄罗斯联邦軍隊军事教育及科学中心”。学院成立于1998年，由伏龙芝军事学院（得名自蘇联軍事體系建立者米哈伊尔·瓦西里维奇·伏龙芝）与马林诺夫斯基装甲部队学院合并而成。伏龙芝军事学院创建于1918年，初名工农红军总学院，1925年11月5日改名，以纪念苏联军事家米哈伊尔·瓦西里维奇·伏龙芝。歷史上曾被列為四大军校（英国桑德赫斯特皇家军事学院、美国西点军校以及法国圣西尔军校）之一。学院共分30个部门，分别设于莫斯科哈莫夫尼奇区及列福尔托沃区。该校的校长为奧列格·馬卡列維奇（Олег Леонтьевич Макаревич）中將。

## 著名校友
- 崔可夫
- 格列奇科
- 朱可夫
- 羅狄翁·馬林諾夫茨基
- 沃罗诺夫
- 比留佐夫
- 林彪
- 刘伯承
- 左权
- 刘亚楼
- 杨至成
- 李德
- 哈米斯·卡扎菲

## 外部連結
- http://ens.mil.ru/education/higher/academy/more.htm?id=8677@morfOrgEduc（页面存档备份，存于）